# Canciones hurritas

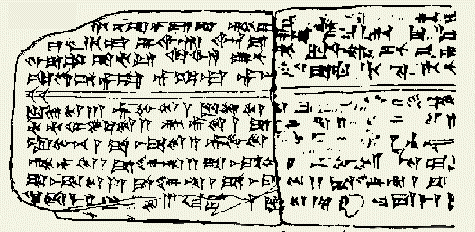
Dibujo de un lado de la tablilla donde el Himno a la diosa Nikkal está inscrito.

Las Canciones hurritas son una colección de fragmentos de cantos musicales escritos en cuneiforme sobre tablillas de arcilla encontradas en una excavación en la antigua ciudad amorrea-cananea de Ugarit que datan del año 1400 a. C aproximadamente. Una de estas tablillas se encuentra conservada en su totalidad y contiene el «Himno hurrita a Nikkal» (también conocido como el «Himno de culto hurrita» o «Un saludo de Zaluzi a los dioses», o simplemente h.6).
Mientras que los nombres de los compositores de algunas de las piezas se conocen, el h.6 es una composición anónima.

## Historia

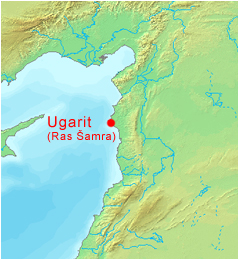
Ugarit, actualmente Ras Shamra, Siria.

Se trata de 36 himnos en escritura cuneiforme, que se encuentran en fragmentos de tablillas de arcilla encontradas en una excavación en la década de 1950 en el palacio real de Ugarit (actualmente Ras Shamra, Siria),[5] en un estrato que data del siglo XIV a.C.,[6] el h.6 es el único texto que sobrevive en forma sustancialmente completa.[7] Una lista del grupo de fragmentos se publicó por primera vez en 1955 y 1968 por Emmanuel Laroche, quien identificó como partes de una sola tableta de arcilla tres fragmentos catalogados por los arqueólogos como RS 15.30, 15.49 y 17.387. En el catálogo de Laroche los himnos se designan h. (Por "hurrita") 2-17, 19-23, 25-6, 28, 30, junto con pequeños fragmentos de RS. 19,164 g, j, n, o, p, r, t, w, x, y, aa, y gg. El himno se completa con h.6 en esta lista.[8] Un texto revisado de h.6 se publicó en 1975.[9] 
El h.6 contiene la letra de un himno a Nikkal, una diosa semítica de los huertos, e instrucciones para un cantante acompañado de un sammûm de nueve cuerdas, instrumento parecido a un arpa o lira.[10] Una o más de las tablillas también contienen instrucciones para afinar el instrumento acompañante.[11]
Los himnos hurritas son mucho más antiguos que varias composiciones de música escritas posteriores, por ejemplo, el Epitafio de Sícilo y los Himnos délficos, escritas un milenio después, pero solo se conservan fragmentos y su transcripción sigue siendo controvertida.[12]
Las tablillas son actualmente parte de la colección del Museo Nacional de Damasco.

## Notación Musical

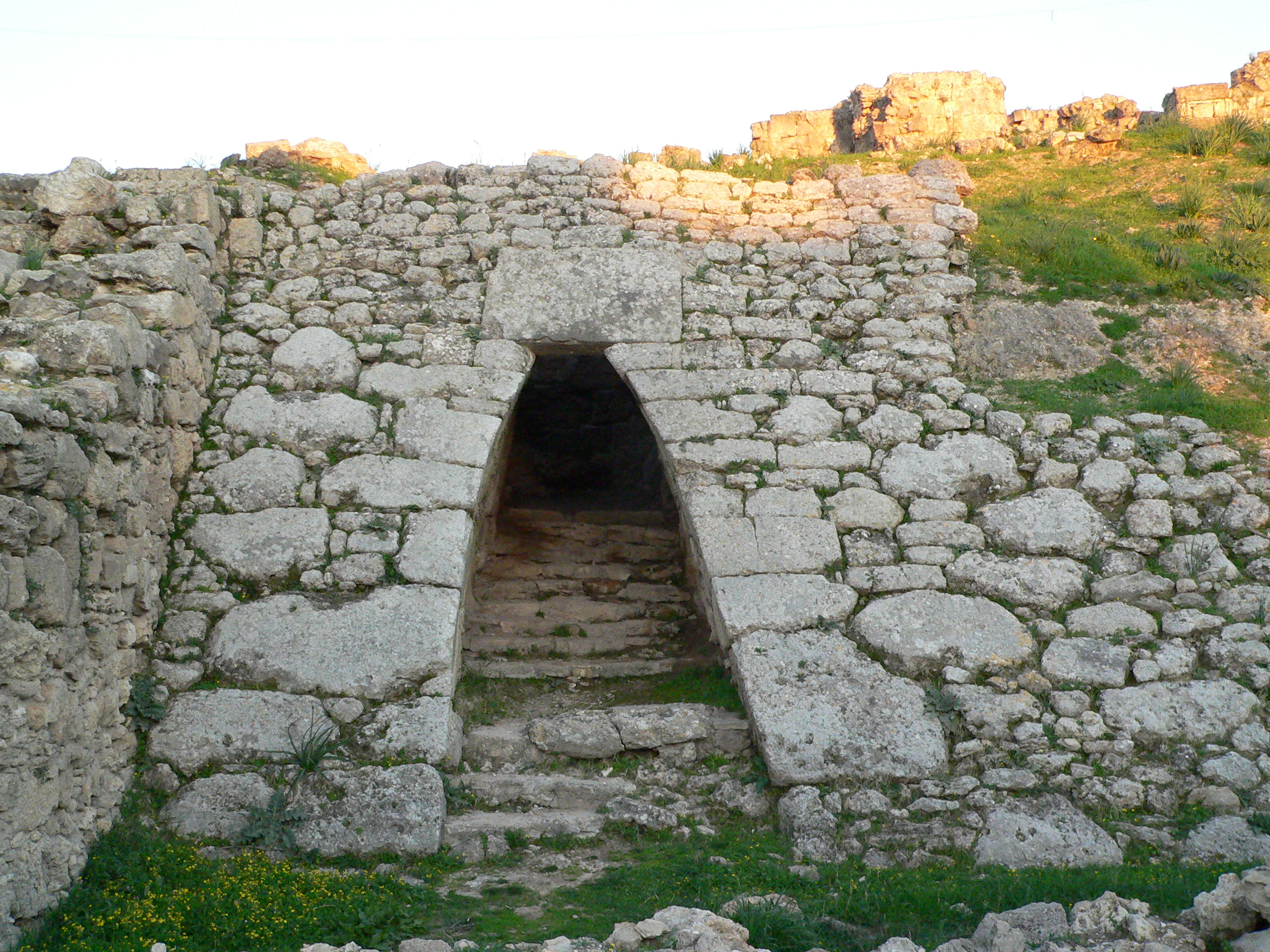
La Entrada al palacio real en Ugarit, donde las tablillas con canciones fueron encontradas.

La disposición de la tableta h.6 coloca las palabras del himno hurrita en la parte superior, debajo de las cuales hay una línea doble de división. El texto del himno está escrito en una espiral continua, alternando los lados por ambas caras de la tableta en una disposición que no se encuentra en los textos babilónicos. [13] Debajo de esto se encuentran las instrucciones musicales acadias, que consisten de intervalos seguidos por signos numerales. [14 ] las diferencias en las transcripciones giran en torno a la interpretación del significado de estos signos pareados, y la relación con el texto del himno. A continuación debajo de las instrucciones musicales hay otra línea divisora debajo de la cual se encuentra un colofón en lectura acadia que cita: «Esta [es]una canción [en el] nitkibli [p ej. en el tono nid qabli ], A Záluží… escrito por Ammurabi».[15] Este nombre y el nombre de otro escriba que se encuentra en una de las otras tabletas, Ipsali, son ambos semitas. No hay compositor para el himno completo, pero los nombres de cuatro compositores se encuentran en cinco de las piezas fragmentarias: Tapšiẖuni, Puẖiya (na), Urẖiya (dos himnos: h.8 y h.12), y Ammiya. Estos son todos nombres hurritas.[16] 
La notación musical cuneiforme acadia se refiere a una escala diatónica heptatónica en una lira de nueve cuerdas, en un sistema de afinación descrito en tres tabletas acadias, dos del periodo tardío de Babilonia y una del período babilónico antiguo (aproximadamente en el siglo XVIII antes de Cristo).[17 ] La teoría babilónica describe intervalos de tercios, cuartos, quintos y sextos, pero solo con términos específicos para los distintos grupos de cuerdas que pueden ser atravesado por la mano sobre esa distancia, dentro del rango puramente teórico de una lira de siete cuerdas (incluso aunque el instrumento real descrito tiene nueve cuerdas). La teoría babilónica no tenía plazo para la distancia abstracta de un quinto o un cuarto, solo para quintas y cuartas entre pares específicos de cuerdas. Como resultado, hay catorce términos en total, que describen dos grupos de seis cuerdas, tres grupos de cinco, cuatro grupos de cuatro, y cinco grupos diferentes de tres cuerdas. es sorprendente que no haya términos conocidos correspondientes a una sola nota, o intervalos de una séptima o séptimo.[18] Los nombres de estos catorce pares de cuerdas forman la base del sistema teórico y están dispuestas de dos en dos en las fuentes antiguas (pares de números en cadena en primer lugar, a continuación, los nombres antiguos babilónicos regularizados y traducidos):[19]
1-5 nīš gab(a)rîm (elevación de la contraparte)
7-5 šērum   (canción?)
2-6 išartum (recto / en buenas condiciones)
1-6 šalšatum (tercera)
3-7 embūbum (flauta de caña)
2-7 rebûttum (cuarto)
4-1 nīd qablim(echándolo de la media)
1-3 isqum (lote / porción)
5-2 qablītum (medio)
2-4 titur qablītim (puente de la media)
6-3 kitmum (cubriendo / cerrando)
3-5 titur išartim  (puente de išartum)
7-4 pītum (apertura)
4-6 S / zerdum (?)
Una transcripción de las dos primeras líneas de la anotación en h.6 lee: qáb-li-te 3 ir-bu-te 1 qáb-li-te 3 ša-aḫ-ri 1 i-šar-te 10 uš-ta-ma-a-ri
ti-ti-mi-šar-te 2 zi-ir-te 1 ša-[a]ḫ-ri 2 ša-aš-ša-te 2 ir-bu-te 2.[21]
Fue la sustitución no sistemática de los nombres de intervalo, su ubicación por debajo de los textos líricos y la intercalación regular de números lo que llevó a la conclusión de que estos eran la notación de composiciones musicales. 
Algunos de los términos difieren en diversos grados de las formas acadias que se encuentran en el más antiguo texto teórico, lo cual no es sorprendente, ya que eran términos extranjeros. Por ejemplo, en la notación del himno, irbute corresponde a rebûttum en el texto teórico, Sahri = Suero, zirte = S / zerdum, šaššate = šalšatum, y titim išarte = titur išartim. También hay unos pocos más raros, palabras adicionales, algunas de ellos aparentemente hurritas en lugar de acadias. Debido a que estas interrumpen el patrón de intervalo numeral, pueden ser modificadores del intervalo de llamada anterior o siguiente. La primera línea de A.6, por ejemplo, termina con Usta mari, y esta pareja de palabras también se encuentra en varias de las otras tablillas de himnos fragmentarias, por lo general después, pero no antes de un número. [22]

## Texto
El texto de h.6 es difícil, en parte debido a que la propia lengua hurrita todavía se entiende de manera imperfecta, y en parte debido a pequeñas lagunas, debido a fragmentos que faltan de la tablilla de arcilla. Sin embargo, aunque parece que la lengua es un dialecto local ugarítico, que difiere significativamente de los dialectos conocidos de otras fuentes, también es posible que la pronunciación de algunas palabras fuera alterada del habla normal, para ajustarse a la música [23]. A pesar de las muchas dificultades, es claramente un texto religioso en relación con ofrendas a la diosa Nikkal, esposa del dios de la luna. El texto se presenta en cuatro líneas, con la particularidad de que las siete sílabas finales, de cada una de las tres primeras líneas, en el reverso de la tableta, se repiten al principio de la línea recta siguiente en el texto. Mientras Laroche vio en esto un procedimiento similar al empleado por escribas babilónicos en los textos más largos para dar continuidad en la transición de un compilado a otro, Güterbock y Kilmer tomaron la posición de que este dispositivo no se encuentra dentro del texto en un solo compilado, por lo que estas sílabas repetidas podrían constituir divisiones del texto, en secciones regulares. Ante esto, Duchesne-Guillemin responde que la trayectoria espiral recto-verso-recto del texto, sería un arreglo desconocido en Babilonia, una de las razones para usar de ese modo tales guías.[24]
Se hizo el primer intento publicado por interpretar el texto de h.6 fue en 1977 por Hans-Jochen Thiel,[25] y su trabajo fue la base para un nuevo intento, todavía muy provisional, realizado 24 años más tarde, por Theo J.H. Krispijn, después de esto se ha hecho un progreso significativo, gracias a los descubrimientos arqueológicos realizados actualmente en un sitio cerca de Boğazkale, Turquía.[26]

## Lectura Recomendada
- Bielitz, Mathias. 2002. Über Dado babylonischen theoretischen Texte zur Musik: Zu den Grenzen der Anwendung des antiken Tonsystems, segundo, edición expandida. Neckargemünd: Männeles Verlag.
- Braun, Joachim. "Música judía, §II: Israel Antiguo/Palestine, 2:The Canaanite Inheritance". El Nuevo Grove Diccionario de Música y Músicos, segunda edición, editado por Stanley Sadie y John Tyrrell. Londres: Macmillan Editores, 2001.
- Černý, Miroslav Karel. 1987. "Das altmesopotamische Tonsystem, seine Organización und Entwicklung im Lichte der neuerschlossenen Texte". Archiv orientální 55:41@–57.
- Duchesne-Guillemin, Marcelle. 1963. "Découverte d'une gamme babylonienne". Revue de Musicologie 49:3@–17.
- Duchesne-Guillemin, Marcelle. 1966. "Un l'aube de la théorie musicale: concordancia de trois tablettes babyloniennes". Revue de Musicologie 52:147@–62.
- Duchesne-Guillemin, Marcelle. 1969. "La théorie babylonienne des métaboles musicales". Revue de Musicologie 55:3@–11.
- Gurney, O. R. 1968. "Un Viejo babilónico Treatise en la Sintonía del arpa". Iraq 30:229@–33.
- Halperin, David. 1992. "Hacia Deciphering el Ugaritic Notación Musical". Musikometrika 4:101@–16.
- Kilmer, Anne Draffkorn. 1965. "Las Cuerdas de Instrumentos Musicales: Sus Nombres, Números, e Importancia". Assyriological Estudia 16 ("Estudios en Honor de Benno Landsberger"): 261-68.
- Kilmer, Anne Draffkorn. 1971. "El Descubrimiento de un Antiguo Mesopotamian Teoría de Música". Proceedings De la Asociación Filosófica americana 115:131–49.
- Kilmer, Anne Draffkorn. 1984. "Una Pastilla de Música de Sippar(?): BM 65217 + 66616". Iraq 46:69–80.
- Kilmer, Anne Draffkorn, y Miguel Civil. 1986. "Instrucciones Musicales babilónicas viejas Relacionando a Hymnody". Revista de Estudios Cuneiformes 38:94–98.
- Kümmel, Hans Martin. 1970. "Zur Stimmung der babylonischen Harfe". Orientalia 39:252–63.
- Schmidt, Karin Stella. 2006. "Zur Musik Mesopotamiens: Musiktheorie, Notenschriften, Rekonstruktionen und Einspielungen überlieferter Musik, Instrumentenkunde, Gesang und Aufführungspraxis en Sumer, Akkad, Babylonien, Assyrien und den benachbarten Kulturräumen Ugarit, Syrien, Elam/Altpersien: Eine Zusammenstellung wissenschaftlicher Literatur mit einführender Literatur zur Musik Altägyptens, Anatoliens (Hethitische Musik), Altgriechenlands und Altisraels/Palästinas". Seminario-Arbeit. Freiburg i. Br.: Orientalisches Seminario, Albert-Ludwigs-Universität Freiburg.
- Thiel, Hans-Jochen. 1978. "Zur Gliederung des Soyusik-Textes' aus Ugarit". Revue Hittite et Asiatique 36 (Les Hourrites: Actes de la XXIVe Rencontre Assyriologique Internationale París 1977): 189@–98.